# Notre-Dame des Vents
Notre-Dame des Vents är ett kapell i Port-aux-Français, Kerguelens huvudort.
Det byggdes under 1950-talet, och materialet är betong. En staty över Maria med Jesusbarnet står mellan kapellet och viken Golfe du Morbihan. Kapellet är franska katolska kyrkans sydligaste gudstjänstlokal.